# Lars Herreman
Lars Herreman (24 juni 1987) is een Belgische voormalig atleet, die gespecialiseerd was in de sprint. Hij werd eenmaal Belgisch kampioen.

## Loopbaan
Lars Herreman werd in 2013 Belgisch indoorkampioen op de 200 m. Hij is aangesloten bij Koninklijke Kortrijk Sport Spurs (KKSspurs). In 2016 stopte hij met topatletiek. Na zijn carrière werd hij (spurt)trainer bij deze club.

## Belgische kampioenschappen
Indoor
| Onderdeel | Jaar |
| --------- | ---- |
| 200 m     | 2013 |

## Persoonlijke records
Outdoor
| Onderdeel | Prestatie | Wind     | Datum           | Plaats   |
| --------- | --------- | -------- | --------------- | -------- |
| 100 m     | 10,62 s   | +0,7 m/s | 1 augustus 2009 | Oordegem |
| 200 m     | 21,27 s   | +1,1 m/s | 1 augustus 2009 | Oordegem |

Indoor
| Onderdeel | Prestatie | Datum            | Plaats |
| --------- | --------- | ---------------- | ------ |
| 200 m     | 21,87 s   | 17 februari 2013 | Gent   |

## Palmares

### 100 m
- 2010:  BK AC – 10,93 s

### 200 m
- 2010:  BK AC – 21,66 s
- 2012:  BK AC – 21,38 s
- 2013:  BK indoor AC – 21,87 s
- 2015:  BK AC – 21,63 s